# IC 2596
IC 2596 је спирална галаксија у сазвјежђу Прамац која се налази на листи објеката дубоког неба у Индекс каталогу.
Деклинација објекта је - 73° 14' 24" а ректасцензија 10h 34m 12,2s. Привидна величина (магнитуда) објекта IC 2596 износи 13,8 а фотографска магнитуда 14,6. IC 2596 је још познат и под ознакама ESO 38-2, FAIR 283, IRAS 10329-7258, PGC 31265.